# Défenestration de Prague (1419)
Pour les articles homonymes, voir Défenestration de Prague.

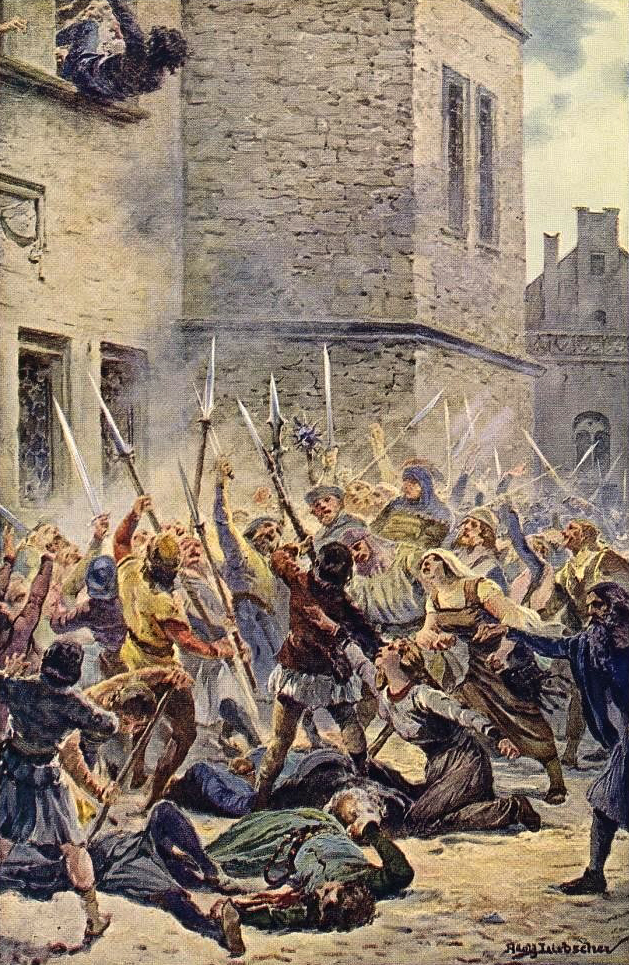
La première défenestration de Prague.

La défenestration de Prague, ou « Praguerie », se produit en 1419 au début des croisades contre les hussites. Le réformateur chrétien Jan Hus, déclaré hérétique par le concile de Constance et mort sur le bûcher le 6 juillet 1415, conservait de nombreux partisans ; le prédicateur Jan Želivský menait ces hussites.
L'élément déclencheur de la défenestration est, le 30 juillet 1419, une pierre qui aurait été lancée depuis l'hôtel de ville de la Nouvelle-Ville de Prague contre une procession menée par Jan Želivský, dont les partisans prennent d'assaut le bâtiment,. Ils jettent par la fenêtre sept échevins catholiques sur des lances pointées vers le haut et la foule les achève[réf. nécessaire]. La foule s'en prend ensuite aux églises et monastères fidèles à l'Église catholique : l'incident a déclenché une révolte de grande ampleur.
Le 16 août 1419 voit la mort du roi Venceslas IV dit « l'Ivrogne », de la maison de Luxembourg, favorable aux hussites. Lui succède son frère Sigismond Ier, roi de Hongrie depuis 1387, et roi de Germanie depuis 1411. Sigismond entreprend de mater la rébellion : les croisades contre les hussites vont durer jusqu'en 1436.